# Марк Стюарт
Марк Деніел Стюарт (англ. Mark Daniel Stuart; 27 квітня 1984 у м. Рочестер, США) — американський хокеїст, захисник. Виступає за «Вінніпег Джетс» у Національній хокейній лізі.
Виступав за Колорадський коледж (NCAA), «Провіденс Брюїнс» (АХЛ), «Бостон Брюїнс», «Атланта Трешерс».
В чемпіонатах НХЛ — 371 матч (17+34), у турнірах Кубка Стенлі — 22 матчі (0+2).
У складі національної збірної США учасник чемпіонатів світу 2008 і 2011 (14 матчів, 1+0). У складі молодіжної збірної США учасник чемпіонатів світу 2003 і 2004. У складі юніорської збірної США учасник чемпіонату світу 2002.
Брати: Майк Стюарт, Колін Стюарт.
Досягнення
- Переможець молодіжного чемпіонату світу (2004)
- Переможець юніорського чемпіонату світу (2002).